# Frank Martin (allenatore di pallacanestro)
Francisco José Martin, meglio noto come Frank Martin (Miami, 23 marzo 1966), è un allenatore di pallacanestro statunitense.

## Palmarès
- Jim Phelan National Coach of the Year Award (2017)